# David Ullman
David Ullman, también conocido como Dave Ullman, es un regatista estadounidense y fundador de la velería Ullman Sails en 1967.

## Campeonatos del mundo
Ha sido campeón del mundo de 470 en 1977, 1978 y 1980; y de Melges 24 en 2007. 

## Campeonatos nacionales
Ganó los Campeonatos de Estados Unidos de Lido 14 (ocho veces), 470 (cuatro veces), Sabot (tres veces), Snipe, Thistle, y Coronado 15.

## Juegos Panamericanos
Fue medalla de oro en los Juegos Panamericanos de 1975 en Snipe.

## Premios y galardones
Fue elegido "Mejor Regatista del Año de Estados Unidos" en 1996. 

## Publicaciones
- Championship Dinghy Sailing (1978), conjuntamente con Christopher Caswell[4]